# Alexandre Chabot
Alexandre Chabot, né le 27 décembre 1981 à Reims, est un grimpeur français.

## Biographie
Alexandre Chabot est né le 27 décembre 1981. Selon sa propre biographie, il a découvert l'escalade à l’âge de 6 ans au col des Grands Montets (Chamonix) lors de vacances en famille.
À 13 ans, il s'inscrit en club et commence à sortir en falaises le week-end. À 16 ans, il réalise son premier 8a avec Rêve de papillon (Buoux). Il ouvre deux voies cotées 9a, Abysse le 5 septembre 2003 et Punt'X le 12 août 2007 aux Gorges du loup (Alpes Maritimes) et répète Kinematix (cotée 9a) en septembre 2003 sur le même site.

## Palmarès

### Championnats du monde
- 2005 à Munich,  Allemagne
  -  Médaille de bronze en difficulté

### Coupe du monde
- -  Médaille d'or en difficulté en 2001, 2002, 2003

### Championnats d'Europe
- 2004 à Lecco,  Italie
  -  Médaille d'argent en difficulté
- 2002 à Chamonix,  France
  -  Médaille d'or en difficulté
- 2000 à Munich,  Allemagne
  -  Médaille d'or en difficulté